# Okręgowe rozgrywki w piłce nożnej woj. rzeszowskiego (1969/1970)
Okręgowe rozgrywki w piłce nożnej województwa rzeszowskiego w sezonie 1969/1970.

OZPN Rzeszów

## Liga okręgowa
- Do niższej klasy rozgrywkowej zostały zdegradowane trzy ostatnie drużyny[1].